# فرهنگ جغرافیایی ایران

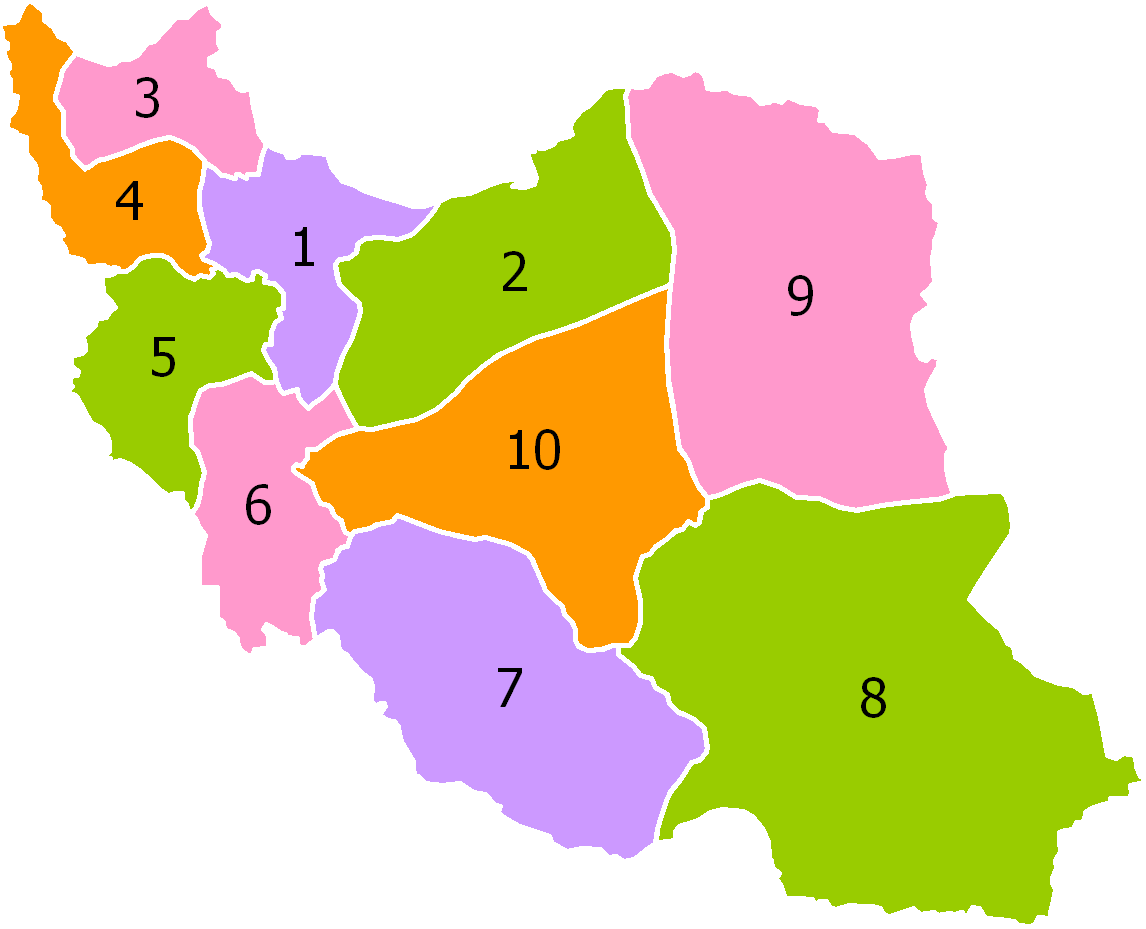
استان‌های ده‌گانه ایران برپایه دومین قانون تقسیمات کشوری در سال ۱۳۱۶.

فرهنگ جغرافیایی ایران مشهور به فرهنگ رزم‌آرا، یک دوره کتاب یازده جلدی شامل اطلاعات جغرافیایی مناطق مختلف ایران است که در سال‌های ۱۳۲۸ تا ۱۳۳۲ خورشیدی در دایره جغرافیایی ستاد ارتش و به همت حسینعلی رزم‌آرا تهیه شده است.
دایره جغرافیایی ارتش در زمان ریاست سرتیپ حسینعلی رزم‌آرا (سال‌های ۱۳۲۷ تا ۱۳۳۲)، اقدام به تهیه مجموعه باارزشی با عنوان فرهنگ جغرافیایی ایران کرد که تا سال‌ها تنها منبع و مأخذ پژوهشگران جغرافیا بود.
نظارت بر تألیف و انتشار دوره ده جلدی فرهنگ جغرافیایی ایران، خدمت بزرگ و پایدار حسینعلی رزم‌آرا است که هنوز برای پژوهش‌های جغرافیایی ایران، مرجع مهمی است.
این مجموعه در بردارنده اطلاعاتی دربارهٔ شهرستان‌ها، بخش‌ها، دهستان‌ها، و آبادی‌ها به ترتیب حروف الفباست و شامل اطلاعات جزئی، نقشه‌های دقیق و… است. مبنای تقسیم‌بندی در این کتابها بر پایه تقسیمات کشوری مصوب نوزدهم دی ۱۳۱۶ مجلس شورای ملی است.

## مشخصات
فرهنگ جغرافیایی ایران در ۱۱ بخش و ده جلد به شرح زیر منتشر شده است:
1. جلد اول استان مرکزی :شهرستان‌های تهران، قزوین، دماوند، قم، ساوه، محلات
2. جلد دوم، استان یکم: شهرستان‌های اراک، بندر پهلوی، رشت، زنجان، طوالش، فومنات، لاهیجان
3. جلد سوم، استان دوم: شهرستان‌های آمل، بابل، دامغان، ساری، سمنان، شاهی، شاهرود، شهسوار، کاشان، گرگان، گنبد قابوس، نوشهر، تهران، قم
4. جلد چهارم، استان‌های سوم و چهارم: شهرستان‌های اردبیل، اهر، تبریز، خوی، خیاو، رضائیه، سراب، ماکو، مراغه، مرند، مهاباد، میانه، هروآباد (خلخال)
5. جلد پنجم، استان پنجم: شهرستان‌های ایلام، بیجار، تویسرکان، سقز، سنندج، شاه آباد، قصر شیرین، کرمانشاه، ملایر، نهاوند، همدان
6. جلد ششم، استان ششم:شهرستان‌های آبادان، اهواز، بروجرد، بهبهان، خرم‌آباد، خرمشهر، دزفول، دشت میشان، شوشتر، گلپایگان
7. جلد هفتم، استان هفتم: شهرستان‌های آباده، بوشهر، جهرم، شیراز، فسا، فیروزآباد، کازرون، لار
8. جلد هشتم، استان هشتم: شهرستان‌های ایرانشهر، بم، بندرعباس، جیرفت، چاه‌بهار، رفسنجان، زابل، زاهدان، سراوان، سیرجان، کرمان
9. جلد نهم، استان نهم: شهرستان‌های بجنورد، بیرجند، تربت حیدریه، درگز، سبزوار، فردوس، قوچان، کاشمر، گناباد، مشهد، نیشابور
10. جلد دهم، استان دهم: شهرستان‌های اردستان، اصفهان، شهرضا، شهرکرد، فریدن، نائین، یزد
11. جلد یازدهم، اَعلام: نام‌ها، موقعیت جغرافیایی، شهرها و آبادی‌های کشور ایران

مجموعه جغرافیای نظامی ایران نیز یک دوره کتاب ده‌جلدی دربارهٔ جغرافیای نظامی مناطق مختلف ایران است که در سال‌های ۱۳۲۰ تا ۱۳۲۲ خورشیدی توسط سپهبد حاجعلی رزم‌آرا، برادر حسینعلی رزم‌آرا منتشر شده است.